# Elpidio José Silva Pacheco
Elpidio José Silva Pacheco (Granada, 15 d'agost de 1959) és un jurista espanyol (actualment inhabilitat com a jutge), l'últim destí del qual va ser el Jutjat d'Instrucció núm. 9 de Madrid. Va adquirir gran notorietat pel conegut com a "Cas Blesa", on s'instruïa la investigació relacionada amb l'exbanquer Miguel Blesa, per la instrucció del qual, el Tribunal Superior de Justícia de Madrid (TSJM) va determinar que havia comès un delicte de prevaricació, pel qual va ser condemnat a 17 anys i mig d'inhabilitació. Aquesta sentència va ser ratificada el 23 d'abril de 2015 per la Sala Segona del Tribunal Suprem, desestimant així el recurs de cassació presentat pel magistrat.

## Trajectòria judicial
Elpidio José Silva es va llicenciar en Dret per la Universitat de Sevilla, sent el número u de la seva promoció en l'especialitat de Dret Públic (1983). Va obtenir el Premi Extraordinari de Llicenciatura (1986) i es va doctorar en Dret "cum laude". Va ingressar a la carrera judicial el novembre de 1991, accedint per l'anomenat tercer torn, reservat a juristes de reconegut prestigi. Va arribar a ser jutge de Primera Instància i Instrucció, encarregat del Registre Civil, president de diverses juntes electorals, magistrat-jutge del Penal i de vigilància penitenciària a Ceuta, a més de magistrat de l'Audiència Provincial de Las Palmas i de l'Audiència Provincial de Cuenca, així com del jurat provincial d'expropiació d'aquesta província. Des de l'any 2008 va exercir com a magistrat-jutge d'instrucció a Madrid capital. L'any 2009 va ser condemnat en rebel·lia per no pagar el lloguer de casa seva. Un jutge el va obligar a pagar 7.115 euros per les rendes que devia -més interessos i costos processals- a la immobiliària familiar que li llogava el pis.
Elpidio Silva va ser condemnat, per la seva actuació en la instrucció del cas Blesa, pel Tribunal Superior de Justícia de Madrid (TSJM) l'octubre de 2014 a 17 anys i mig d'inhabilitació com a jutge. La sentència del Tribunal Suprem implica, en la pràctica, si considerem la seva edat, l'expulsió de la carrera judicial.

## Trajectòria docent
Paral·lelament a la seva carrera judicial també ha mantingut un historial en el camp de la docència, exercint com a professor titular de Dret Administratiu a la Universitat de Cadis i posteriorment com a professor associat de la Universitat Complutense de Madrid, on imparteix cursos i dirigeix estudis de grau i postgrau sobre Dret Penal i Criminologia. També ha estat docent a la Universitat Nacional d'Educació a Distància (UNED).

## Trajectòria política
El 2014 va presentar la seva candidatura a les eleccions al Parlament Europeu de maig de 2014, sota les sigles del partit "Renovació Democràtica Ciutadana" (RED). Aquest partit va ser constituït per un grup de ciutadans amb l'ànim de lluitar contra la corrupció.

## Vida privada
Entre algunes de les diferents habilitats que s'atribueixen al jutge Silva es troba la sofrologia. És considerat un expert en psicologia de l'autorealització i en psicoteràpia transpersonal, així com en sistemes de meditació. També és un apassionat de les cultures andines i dels sistemes interculturals en l'àmbit criminogen. En la seva infància va ser un excel·lent jugador de tenis de taula i va arribar a formar part de la selecció espanyola. Domina l'anglès i el francès i té nocions d'italià i alemany.
El mateix dia en què Elpidio Silva complia 55 anys, contreia matrimoni amb Eliana Camps -catorze anys més jove que ell-, a l'Ajuntament de la ciutat de Nova York. Camps, després de militar durant 17 anys al Partit dels Socialistes de Catalunya i presentar-se a les eleccions primàries, va abandonar el partit per integrar-se com a secretària en el Moviment RED, fundat pel jutge, amb el qual pretenia lluitar contra la corrupció. Després de participar conjuntament en les eleccions europees de 2014, el jutge va crear "Elpidio Silva Advocats", on Camps figurava com a sòcia, al costat del també advocat, Reinaldo López López. Actualment, està divorciat i és soci únic d"d'Elpidio Silva Advocats." El gabinet està orientat al Dret Penal Econòmic i Dret Administratiu, auditoria, sector mèdic facultatiu i de peritatge en general. La Cort del Tribunal Europeu de Drets Humans d'Estrasburg, és una altra part de la seva activitat.

## Publicacions
Com a escriptor, ha publicat dos llibres de poesia a través de l'editorial sevillana Qüásyeditorial: ‘Memoria Inconjugable’ (finalista del Premi Adonais) i ‘Memòria del Olvido’. En 2014 va publicat també un llibre d'assaig, ‘La justicia desahuciada. España no es país para jueces’, on qüestiona la independència i imparcialitat de la justícia espanyola.